# Symposiachrus julianae
El  monarca de Kofiau  (Symposiachrus julianae) es una especie de ave paseriforme de la familia Monarchidae endémica de la isla de Kofiau, en el archipiélago de Raja Ampat, perteneciente a Indonesia.